# Krissie Illing
Pour les articles homonymes, voir Illing.
Krissie Illing, de son nom de naissance Christine Elisabeth Illing, est une danseuse, clown, comédienne, mime et ventriloque anglaise, née le 8 décembre 1956 à Beckenham, Grand Londres.

## Biographie
Dès l'enfance elle se passionne pour le ballet. Elle étudie la danse à Londres à la Royal Academy of Dance et à The Dance Centre à Covent Garden, où elle fait aussi des cours de claquettes et de danse jazz. Avec Patti Webb elle se produit dans les boîtes de nuit et les rues de Londres. En 1982 elle va à Paris, comme étudiante de Étienne Decroux, pour faire sa formation dans l'art du mime corporel dramatique.
Puis elle rentre à Londres où en 1984 elle fait la connaissance de Mark Britton. Les deux créent le duo comique « Nickelodeon ». Aujourd'hui Krissie Illing vit dans le pays de Vaour avec son mari, Chris Adams, un jongleur britannique. Ils ont deux enfants.

## Carrière
Depuis 1984 Krissie Illing et Mark Britton sont « Wilma » et « William », un couple marrant et clownesque. Avec ces personnages farfelus leur duo « Nickelodeon » réussit aussitôt aux festivals les plus prestigieux de la Grand-Bretagne et puis du monde. En 1985, ils gagnent le premier prix au « Time Out Entertainer's Festival » à Londres et le prix « Critics' Choice » à Édimbourg, Écosse en 1986, pour leur pièce Did you see that?. À la suite, ils jouent à Hong Kong, Tokyo, Nagasaki, Montréal, Vancouver, New York, Amsterdam, Barcelone et Dublin.

Une chaîne allemande, WDR à Cologne, leur demande de faire une pièce « comedy » en 1990, et le résultat est Dinner for Two, un de leurs spectacles burlesques qui attirent les audiences non seulement en Allemagne, où « Nickelodeon » est un des duos les plus populaires du théâtre. Leurs pièces (après Dinner for Two: “Great Lovers in History”  -Les grands amants de l'histoire) sont diffusés à la télévision et ils les reprennent sur scène plusieurs centaines de fois.
En 2000, Krissie Illing et Mark Britton interrompent leur coopération et poursuivent leurs spectacles solo respectives. Illing crée son one-woman-show Bienvenue à la blanchisserie de Blanche (Wilma's Wonderful Launderette), la première prenant place au théâtre de la Commanderie à Vaour. C'est un succès immédiat et va sur les scènes de la France, par exemple à Antibes, au festival Femin'Arte, au festival des arts burlesques à Saint-Étienne, à Montauban, puis en Allemagne, en Suisse (Festival d'Arosa) et en Belgique. Ce spectacle est suivi par Wilma's jubilee.
Entretemps Krissie Illing se produit sur scène avec Astrid Gloria dite « Hertha von Schwätzig », une comédienne et magicienne allemande. Le duo s'appelle « Wilde Weiber » (« Les nanas sauvages ») et est acclamé par le public et la presse.
À partir de 2006 Krissie Illing joue au Teatro ZinZanni aux États-Unis, à Seattle comme à San Francisco, pendant plusieurs mois.
À part « Wilma », sa parodie de la Queen (Élisabeth II) devient fameuse et démontre son art de maîtriser des styles de danse différents.
C'est en 2005 que « Nickelodeon » rentre sur scène. Krissie Illing et Mark Britton présentent une nouvelle version de Great Lovers in History, suivi par Christmas Dinner for Two (Un réveillon pour deux) et, depuis 2012, Costa del Love, le deuxième voyage de noces de « Wilma » et « William ».

## Citations sur Krissie Illing et le duo «Nickelodeon»
« Le tout est que son humour et son énergie débordante l'emporteront toujours sur la mélancolie. Humour caustique sur ses propres compatriotes, voire noir, le spectacle de Krissie Illing rappelle parfois l'un de ces films fétiches : Delicatessen ». 
Nickelodeon... « était formé par Krissie Illing et son partenaire Mark Britton et considéré comme l'un des meilleurs duos comiques européens ».
« Humoriste visuelle déchaînée – Krissie Illing est une des rares humoristes qui a pu se faire un nom dans le domaine de l'humour, habituellement dominé par les hommes. Issue de la tradition comique anglaise, formée comme une danseuse presque classique des années 70 à la dentition de cheval, Krissie Illing interprète son personnage mythique de Wilma ».

## Prix
- 1985 Time Out Entertainer's Festival, Covent Garden Street Entertainer of the Year, premier prix
- 1986 Edinburgh Festival : prix Critics' Choice
- 2003 Das große Kleinkunstfestival (de), prix Spectacle de Cabaret, Festival Comedy à Berlin
- 2010 prix du public du jeudi, Le palmarès du Rocquencourt, Festival d'humour et de café théâtre[18]